# Enden på romersk herredømme i Storbritannien
Enden på romersk herredømme i Storbritannien var en overgang fra Romersk Britannien til post-Romersk Britannien. Det romerske herredømme sluttede på forskellige tidspunkter i de forskellige dele af Storbritannien, og det skete af forskellige årsager.
I 383 trak tronraneren Magnus Maximus tropper tilbage fra det nordlige og vestlige Storbritannien, hvilket efterlod lokale krigsherrer med magten.
Omkring 410 bortviste romano-briterne den vestromerske Konstantin 3.'s magristrater, angiveligt som modsvar til hans manglende formående til at anvende den romerske garnison, som han fjernede fra Storbritannien, for at beskytte øen. Den romerske kejser Flavius Honorius svarede igen med en anmodning om assistance med Honorius' reskript som fortalte de romerske byer at de måtte sørge for deres eget forsvar, hvilket stiltiende blev accepteret af den midlertidige britiske regering. Honorius kæmpede en stor krig i Italien mod visigoterne og deres leder Alarik 1., og Rom var under belejring. Der kunne ikke undværes nogen tropper for at beskytte det fjerntliggende Britannien. Selvom Honorius sandsynligvis regnede med at genvinde kontrol over regionen ganske hurtigt, så anerkendte Procopius i midten af 500-tallet, at den romerske kontrol over Britannien var fuldstændigt tabt.